# 柏姓
柏姓，漢字姓氏，在《百家姓》中排名第37位。

## 起源
- 祖辈名号为姓氏。伏羲下相柏皇氏住皇柏山（今河南陈留），他的子孙以名号和住址柏为姓，奉柏皇氏为柏姓始祖。
- 国名为姓。周朝有柏国（今河南西平），为楚国所灭，子孙遂以柏为姓。

## 另見
- 柏夫人
- 白姓

## 延伸阅读
[在维基数据编辑]
 《百家姓》
 《欽定古今圖書集成·明倫彙編·氏族典·柏姓部》，出自陈梦雷《古今圖書集成》